# Chaiwut Wattana
Chaiwut Wattana (thailändisch ชัยวุฒิ วัฒนะ, * 14. Juli 1981 in Chainat), auch als Wut (thailändisch วุฒิ) bekannt, ist ein ehemaliger thailändischer Fußballspieler.

## Karriere

### Verein
Chaiwut Wattana stand von 2007 bis 2009 beim TOT SC unter Vertrag. Der Verein aus der thailändischen Hauptstadt Bangkok spielte in der ersten Liga, der Thai Premier League. 2009 wechselte er zum Ligakonkurrenten Buriram United nach Buriram. Die Saison 2010 spielte er beim Drittligisten Chainat Hornbill FC. Mit Chainat spielte er in der dritten Liga, der damaligen Regional League Division 2. Hier wurde er am Ende der Saison Vizemeister und stieg in die zweite Liga auf. Samut Songkhram FC, ein Erstligist aus Samut Songkhram nahm ihn 2011 unter Vertrag. Hier spielte er bis Mitte 2013. Zur Rückserie 2013 wechselte er nach Bangkok, wo er sich dem Erstligisten Bangkok United anschloss. Bis Mitte 2014 spielte er 15-mal für United in der ersten Liga. Die Rückserie stand er bei Air Force United unter Vertrag. Am Ende der Saison musste er mit der Air Force in zweite Liga absteigen. Nach dem Abstieg verließ er die Air Force und wechselte zum Zweitligisten Thai Honda Ladkrabang. Ende 2016 wurde er mit Thai Honda Meister der zeiten Liga und stieg in die erste Liga auf.
Im Januar 2017 beendete er seine Karriere als Fußballspieler.

### Nationalmannschaft
Chaiwut Wattana spielte 2008 einmal in der thailändischen Nationalmannschaft. Hier kam er im WM-Qualifikationsspiel am 14. Juni 2008 gegen Japan zum Einsatz.

## Erfolge
Thai Honda Ladkrabang
- Thailändischer Zweitligameister: 2016  ▲